# Bekabad (huyện)
Bekabad là một huyện của tỉnh Toshkent ở Uzbekistan. Huyện lị nằm ở thị trấn Zafar. Bekabad có diện tích 760 km2 (290 dặm vuông Anh), dân số vào năm 2021 là 159.500.

## Hành chính
Huyện bao gồm 5 khu định cư kiểu đô thị (Zafar, Bobur, Koʻrkam, Xos, Gulzor) và 12 cộng đồng nông thôn (Moʻyinqum, Bahoriston, Bekobod, Dalvarzin, Guliston, Madaniyat, Jumabozor, Qiyot, Mehnatobod, Yangiqoʻrgʻon, Yangiqoʻrgʻon).

## Nhân khẩu
Dân số chủ yếu là người Uzbek, ngoài ra còn có người Tatar, người Tajik và các sắc tộc khác. Mật độ dân số là 210 người/km2. Dân số thành thị là 29 nghìn người, dân số nông thôn là 30,5 nghìn người (năm 2021).